# Hayden Paddon
Hayden Paddon (Geraldine, 20 aprile 1987) è un pilota di rally neozelandese, vincitore del campionato mondiale rally produzione nel 2011 e del campionato europeo rally nel 2023 e 2024.

## Carriera
Dopo aver corso per alcuni anni con i kart, nel 2002 ha iniziato a partecipare ai rally. Il suo debutto in campo internazionale risale al 2007, annata in cui ha preso parte per la prima volta a un evento del mondiale, il rally della Nuova Zelanda. Nel 2010 ha partecipato al volante di una Mitsubishi Lancer Evolution al mondiale produzione, finendo terzo in classifica. Nel 2011, passato a una Subaru Impreza WRX STi, è invece vincitore di quattro prove e del titolo finale. Nel 2012 ha preso parte al mondiale Super 2000 con una Škoda Fabia S2000. Nel 2023 diventa il primo pilota non europeo a vincere il Campionato europeo rally.

## Palmarès
- P-WRC (2011)
- Campionato europeo rally (2023, 2024)

### Vittorie nell'europeo rally
| # | Anno | Evento               | Co-pilota    | Auto                 | Scuderia        |
| - | ---- | -------------------- | ------------ | -------------------- | --------------- |
| 1 | 2023 | Rally Serras de Fafe | John Kennard | Hyundai i20 N Rally2 | BRC Racing Team |
| 2 | 2024 | Rally Ceredigion     | John Kennard | Hyundai i20 N Rally2 | BRC Racing Team |

### Vittorie nel mondiale rally

#### P-WRC
| # | Anno | Evento                    | Co-pilota    | Auto                     |
| - | ---- | ------------------------- | ------------ | ------------------------ |
| 1 | 2010 | Rally della Nuova Zelanda | John Kennard | Mitsubishi Lancer Evo IX |
| 2 | 2011 | Rally del Portogallo      | John Kennard | Subaru Impreza STi       |
| 3 | 2011 | Rally d'Argentina         | John Kennard | Subaru Impreza STi N16   |
| 4 | 2011 | Rally di Finlandia        | John Kennard | Subaru Impreza STi N16   |
| 5 | 2011 | Rally d'Australia         | John Kennard | Subaru Impreza STi N14   |

#### S-WRC/WRC-2
| # | Anno | Evento                    | Co-pilota    | Auto                 |
| - | ---- | ------------------------- | ------------ | -------------------- |
| 1 | 2012 | Rally del Portogallo      | John Kennard | Škoda Fabia S2000    |
| 2 | 2012 | Rally della Nuova Zelanda | John Kennard | Škoda Fabia S2000    |
| 3 | 2022 | Rally della Nuova Zelanda | John Kennard | Hyundai i20 N Rally2 |

#### WRC
| # | Anno | Evento            | Co-pilota    | Auto               | Squadra              |
| - | ---- | ----------------- | ------------ | ------------------ | -------------------- |
| 1 | 2016 | Rally d'Argentina | John Kennard | Hyundai NG i20 WRC | Hyundai Motorsport N |

## Risultati nel mondiale rally

### WRC
| 2007 | Scuderia                             | Vettura                                             |  |  |  |  |  |  |  |  |  |  |    |  |  |  |  |     | Punti | Pos. |
| ---- | ------------------------------------ | --------------------------------------------------- |  |  |  |  |  |  |  |  |  |  | -- |  |  |  |  | --- | ----- | ---- |
| 2007 | Paddon Direct Team Green Team Jordan | Mitsubishi Lancer Evo VIII Mitsubishi Lancer Evo IX |  |  |  |  |  |  |  |  |  |  | 49 |  |  |  |  | Rit | 0     |      |

| 2008 | Scuderia                 | Vettura                  |  |  |  |  |  |  |  |  |  |  |    |  |  |  |  |  | Punti | Pos. |
| ---- | ------------------------ | ------------------------ |  |  |  |  |  |  |  |  |  |  | -- |  |  |  |  |  | ----- | ---- |
| 2008 | Paddon Direct Team Green | Mitsubishi Lancer Evo IX |  |  |  |  |  |  |  |  |  |  | 13 |  |  |  |  |  | 0     |      |

| 2009 | Scuderia | Vettura                  |  |  |  |  |  |  |  |  |  |   |  |  |  |  |  |  | Punti | Pos. |
| ---- | -------- | ------------------------ |  |  |  |  |  |  |  |  |  | - |  |  |  |  |  |  | ----- | ---- |
| 2009 |          | Mitsubishi Lancer Evo IX |  |  |  |  |  |  |  |  |  | 9 |  |  |  |  |  |  | 0     |      |

| 2010 | Scuderia            | Vettura                                          |  |  |  |    |    |    |  |    |    |    |    |  |    |  |  |  | Punti | Pos. |
| ---- | ------------------- | ------------------------------------------------ |  |  |  | -- | -- | -- |  | -- | -- | -- | -- |  | -- |  |  |  | ----- | ---- |
| 2010 | Pirelli Star Driver | Mitsubishi Lancer Evo X Mitsubishi Lancer Evo IX |  |  |  | 26 | 14 | 20 |  | 21 | 19 | 12 | 35 |  | 19 |  |  |  | 0     |      |

| 2011 | Scuderia | Vettura                                                                                |  |  |    |  |  |   |  |    |  |   |  |    |    |  |  |  | Punti | Pos. |
| ---- | -------- | -------------------------------------------------------------------------------------- |  |  | -- |  |  | - |  | -- |  | - |  | -- | -- |  |  |  | ----- | ---- |
| 2011 |          | Subaru Impreza STi Subaru Impreza STi N16 Subaru Impreza STi N14 Subaru Impreza STi R4 |  |  | 11 |  |  | 9 |  | 19 |  | 6 |  | 34 | 13 |  |  |  | 10    | 18º  |

| 2012 | Scuderia | Vettura           |  |    |  |    |  |  |    |     |  |    |     |  |    |  |  |  | Punti | Pos. |
| ---- | -------- | ----------------- |  | -- |  | -- |  |  | -- | --- |  | -- | --- |  | -- |  |  |  | ----- | ---- |
| 2012 |          | Škoda Fabia S2000 |  | 23 |  | 16 |  |  | 12 | Rit |  | 26 | Rit |  | 20 |  |  |  | 0     |      |

| 2013 | Scuderia          | Vettura                              |  |  |  |  |  |  |  |    |   |    |  |   |  |  |  |  | Punti | Pos. |
| ---- | ----------------- | ------------------------------------ |  |  |  |  |  |  |  | -- | - | -- |  | - |  |  |  |  | ----- | ---- |
| 2013 | Qatar M-Sport WRT | Škoda Fabia S2000 Ford Fiesta RS WRC |  |  |  |  |  |  |  | 11 | 8 | 17 |  | 8 |  |  |  |  | 8     | 18º  |

| 2014 | Scuderia                 | Vettura         |  |  |  |  |  |    |   |   |  |   |  |   |    |  |  |  | Punti | Pos. |
| ---- | ------------------------ | --------------- |  |  |  |  |  | -- | - | - |  | - |  | - | -- |  |  |  | ----- | ---- |
| 2014 | Hyundai World Rally Team | Hyundai i20 WRC |  |  |  |  |  | 12 | 8 | 8 |  | 6 |  | 9 | 10 |  |  |  | 19    | 14º  |

| 2015 | Scuderia                 | Vettura         |  |   |    |    |   |   |   |     |   |   |   |   |   |  |  |  | Punti | Pos. |
| ---- | ------------------------ | --------------- |  | - | -- | -- | - | - | - | --- | - | - | - | - | - |  |  |  | ----- | ---- |
| 2015 | Hyundai World Rally Team | Hyundai i20 WRC |  | 5 | 19 | 16 | 8 | 2 | 4 | Rit | 9 | 5 | 5 | 6 | 5 |  |  |  | 84    | 9º   |

| 2016 | Scuderia             | Vettura         |    |   |    |   |     |     |   |    |   |   |   |   |   |   |  |  | Punti | Pos. |
| ---- | -------------------- | --------------- | -- | - | -- | - | --- | --- | - | -- | - | - | - | - | - | - |  |  | ----- | ---- |
| 2016 | Hyundai Motorsport N | Hyundai i20 WRC | 25 | 2 | 53 | 1 | Rit | Rit | 3 | 52 | 5 | C | 6 | 4 | 4 | 4 |  |  | 138   | 4º   |

| 2017 | Scuderia           | Vettura               |     |    |   |   |   |     |     |   |     |   |  |   |   |  |  |  | Punti | Pos. |
| ---- | ------------------ | --------------------- | --- | -- | - | - | - | --- | --- | - | --- | - |  | - | - |  |  |  | ----- | ---- |
| 2017 | Hyundai Motorsport | Hyundai i20 Coupe WRC | Rit | 75 | 5 | 6 | 6 | Rit | Rit | 2 | Rit | 8 |  | 8 | 3 |  |  |  | 74    | 8º   |

| 2018 | Scuderia                | Vettura               |  |   |  |  |  |     |   |   |  |   |   |  |   |  |  |  | Punti | Pos. |
| ---- | ----------------------- | --------------------- |  | - |  |  |  | --- | - | - |  | - | - |  | - |  |  |  | ----- | ---- |
| 2018 | Hyundai Shell Mobis WRT | Hyundai i20 Coupe WRC |  | 5 |  |  |  | Rit | 4 | 4 |  | 3 | 7 |  | 2 |  |  |  | 73    | 8º   |

| 2019 | Scuderia         | Vettura            |  |  |  |  |  |  |  |  |  |  |  |    |  |  |  |  | Punti | Pos. |
| ---- | ---------------- | ------------------ |  |  |  |  |  |  |  |  |  |  |  | -- |  |  |  |  | ----- | ---- |
| 2019 | M-Sport Ford WRT | Ford Fiesta Rally2 |  |  |  |  |  |  |  |  |  |  |  | 38 |  |  |  |  | 0     |      |

| 2022 | Scuderia | Vettura              |  |  |  |  |  |  |     |    |  |  |   |  |  |  |  |  | Punti | Pos. |
| ---- | -------- | -------------------- |  |  |  |  |  |  | --- | -- |  |  | - |  |  |  |  |  | ----- | ---- |
| 2022 |          | Hyundai i20 N Rally2 |  |  |  |  |  |  | Rit | 11 |  |  | 6 |  |  |  |  |  | 8     | 21º  |

| Legenda | 1º posto | 2º posto | 3º posto | A punti | Senza punti | Ritirato | Squalificato | NP=Non partito C=Gara cancellata | Apice=Power stage |

### S-WRC/WRC-2
| 2012 | Scuderia | Vettura           |  |   |  |   |  |  |   |     |  |   |     |  |   |  |  |  | Punti | Pos. |
| ---- | -------- | ----------------- |  | - |  | - |  |  | - | --- |  | - | --- |  | - |  |  |  | ----- | ---- |
| 2012 |          | Škoda Fabia S2000 |  | 4 |  | 1 |  |  | 1 | Rit |  | 7 | Rit |  | 5 |  |  |  | 78    | 4º   |

| 2013 | Scuderia | Vettura           |  |  |  |  |  |  |  |   |   |   |  |  |  |  |  |  | Punti | Pos. |
| ---- | -------- | ----------------- |  |  |  |  |  |  |  | - | - | - |  |  |  |  |  |  | ----- | ---- |
| 2013 |          | Škoda Fabia S2000 |  |  |  |  |  |  |  | 3 | 3 | 5 |  |  |  |  |  |  | 40    | 12º  |

| 2022 | Scuderia | Vettura              |  |  |  |  |  |  |     |   |  |  |   |  |  |  |  |  | Punti | Pos. |
| ---- | -------- | -------------------- |  |  |  |  |  |  | --- | - |  |  | - |  |  |  |  |  | ----- | ---- |
| 2022 |          | Hyundai i20 N Rally2 |  |  |  |  |  |  | Rit | 3 |  |  | 1 |  |  |  |  |  | 43    | 10º  |

| Legenda | 1º posto | 2º posto | 3º posto | A punti | Senza punti | Ritirato | Squalificato | NP=Non partito C=Gara cancellata | Apice=Power stage |

### WRC-2 Pro
| 2019 | Scuderia         | Vettura            |  |  |  |  |  |  |  |  |  |  |  |   |  |  |  |  | Punti | Pos. |
| ---- | ---------------- | ------------------ |  |  |  |  |  |  |  |  |  |  |  | - |  |  |  |  | ----- | ---- |
| 2019 | M-Sport Ford WRT | Ford Fiesta Rally2 |  |  |  |  |  |  |  |  |  |  |  | 4 |  |  |  |  | 12    | 8º   |

| Legenda | 1º posto | 2º posto | 3º posto | A punti | Senza punti | Ritirato | Squalificato | NP=Non partito C=Gara cancellata | Apice=Power stage |

### P-WRC
| 2007 | Scuderia                             | Vettura                                             |  |  |  |  |  |  |  |  |  |  |    |  |  |  |  |     | Punti | Pos. |
| ---- | ------------------------------------ | --------------------------------------------------- |  |  |  |  |  |  |  |  |  |  | -- |  |  |  |  | --- | ----- | ---- |
| 2007 | Paddon Direct Team Green Team Jordan | Mitsubishi Lancer Evo VIII Mitsubishi Lancer Evo IX |  |  |  |  |  |  |  |  |  |  | 17 |  |  |  |  | Rit | 0     |      |

| 2008 | Scuderia                 | Vettura                  |  |  |  |  |  |  |  |  |  |  |   |  |  |  |  |  | Punti | Pos. |
| ---- | ------------------------ | ------------------------ |  |  |  |  |  |  |  |  |  |  | - |  |  |  |  |  | ----- | ---- |
| 2008 | Paddon Direct Team Green | Mitsubishi Lancer Evo IX |  |  |  |  |  |  |  |  |  |  | 4 |  |  |  |  |  | 5     | 21º  |

| 2010 | Scuderia            | Vettura                                          |  |  |  |  |   |  |  |   |   |   |   |  |   |  |  |  | Punti | Pos. |
| ---- | ------------------- | ------------------------------------------------ |  |  |  |  | - |  |  | - | - | - | - |  | - |  |  |  | ----- | ---- |
| 2010 | Pirelli Star Driver | Mitsubishi Lancer Evo X Mitsubishi Lancer Evo IX |  |  |  |  | 1 |  |  | 3 | 2 | 2 | 7 |  | 3 |  |  |  | 97    | 3º   |

| 2011 | Scuderia | Vettura                                                          |  |  |   |  |  |   |  |   |  |   |  |   |  |  |  |  | Punti | Pos. |
| ---- | -------- | ---------------------------------------------------------------- |  |  | - |  |  | - |  | - |  | - |  | - |  |  |  |  | ----- | ---- |
| 2011 |          | Subaru Impreza STi Subaru Impreza STi N16 Subaru Impreza STi N14 |  |  | 1 |  |  | 1 |  | 1 |  | 1 |  | 8 |  |  |  |  | 104   | 1º   |

| Legenda | 1º posto | 2º posto | 3º posto | A punti | Senza punti | Ritirato | Squalificato | NP=Non partito C=Gara cancellata | Apice=Power stage |

## Risultati nell'europeo rally
| Anno | Scuderia        | Vettura              | 1      | 2      | 3      | 4     | 5      | 6       | 7       | 8     | 9   | 10  | 11  | 12  | Pos. | Punti |
| ---- | --------------- | -------------------- | ------ | ------ | ------ | ----- | ------ | ------- | ------- | ----- | --- | --- | --- | --- | ---- | ----- |
| 2013 | Symtech Racing  | Ford Fiesta S2000    | JAN    | LIE    | ISO    | AZZ   | COR    | YPR Rit | SIB     | BAR   | POL | CRO | SAN | VAL | 62°  | 5     |
| 2022 | -               | Hyundai i20 N Rally2 | SER    | AZZ    | ISO    | POL   | LIE 6  | ROM     | BAR     | CAT   |     |     |     |     | 32°  | 15    |
| 2023 | BRC Racing Team | Hyundai i20 N Rally2 | SER 12 | ISO 2  | POL 23 | LIE 2 | SCA 21 | ROM 3   | BAR Rit | UNG   |     |     |     |     | 1°   | 163   |
| 2024 | BRC Racing Team | Hyundai i20 N Rally2 | UNG 4  | ISO 65 | SCA 3  | EST 5 | ROM 65 | BAR 123 | CER 1   | SIL 3 |     |     |     |     | 1°   | 145   |